# Trimma squamicana
Trimma squamicana är en fiskart som beskrevs av Richard Winterbottom 2004. Trimma squamicana ingår i släktet Trimma och familjen smörbultsfiskar. Inga underarter finns listade i Catalogue of Life.